# Mike Greene
Mike Greene (Richmond, 3 maggio 1999) è un giocatore di football americano statunitense che milita nel ruolo di defensive end per i Tampa Bay Buccaneers della National Football League (NFL).

## Carriera

### Tampa Bay Buccaneers
Dopo non essere stato scelto nel Draft NFL 2022, Greene firmò con i Tampa Bay Buccaneers dopo un provino andato a buon fine Fu svincolato prima dell’inizio della stagione regolare, dopo di che rifirmò con la squadra di allenamento. Dopo non essere mai sceso in campo nella sua prima stagione, il 17 gennaio 2023 firmò un nuovo contratto da riserva. Nel 2023 riuscì ad entrare nei 53 uomini del sport per l’inizio della stagione regolare. In quella stagione disputò 10 partite, di cui 2 come titolare, mettendo a segno 6 tackle.